# Diodore Rahoult
Charles Diodore Rahoult est un peintre français, né à Grenoble le 2 décembre 1819, et mort dans la même ville le 23 mars 1874.

## Biographie

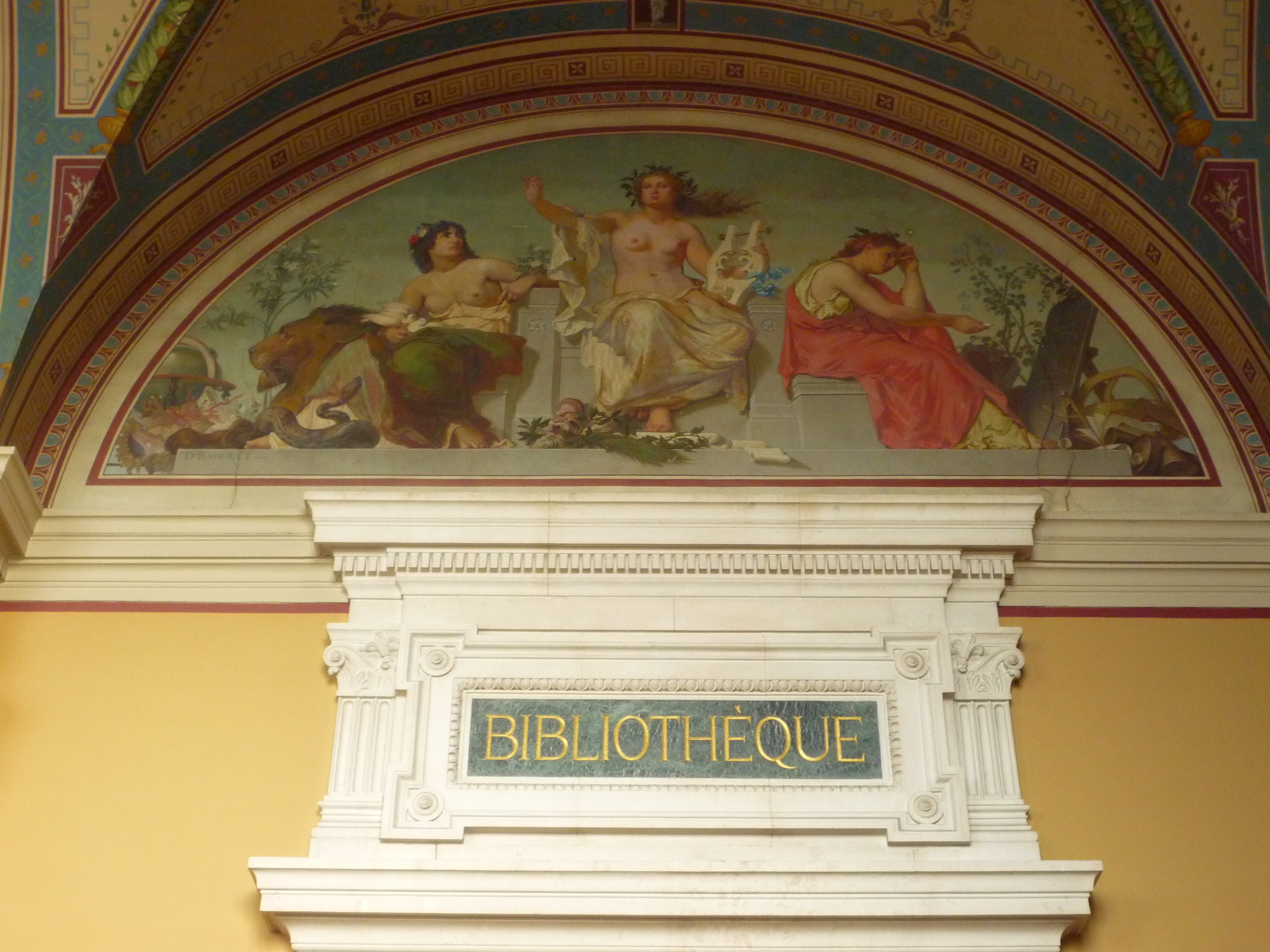
Entrée salle de la bibliothèque du Musée-bibliothèque de Grenoble

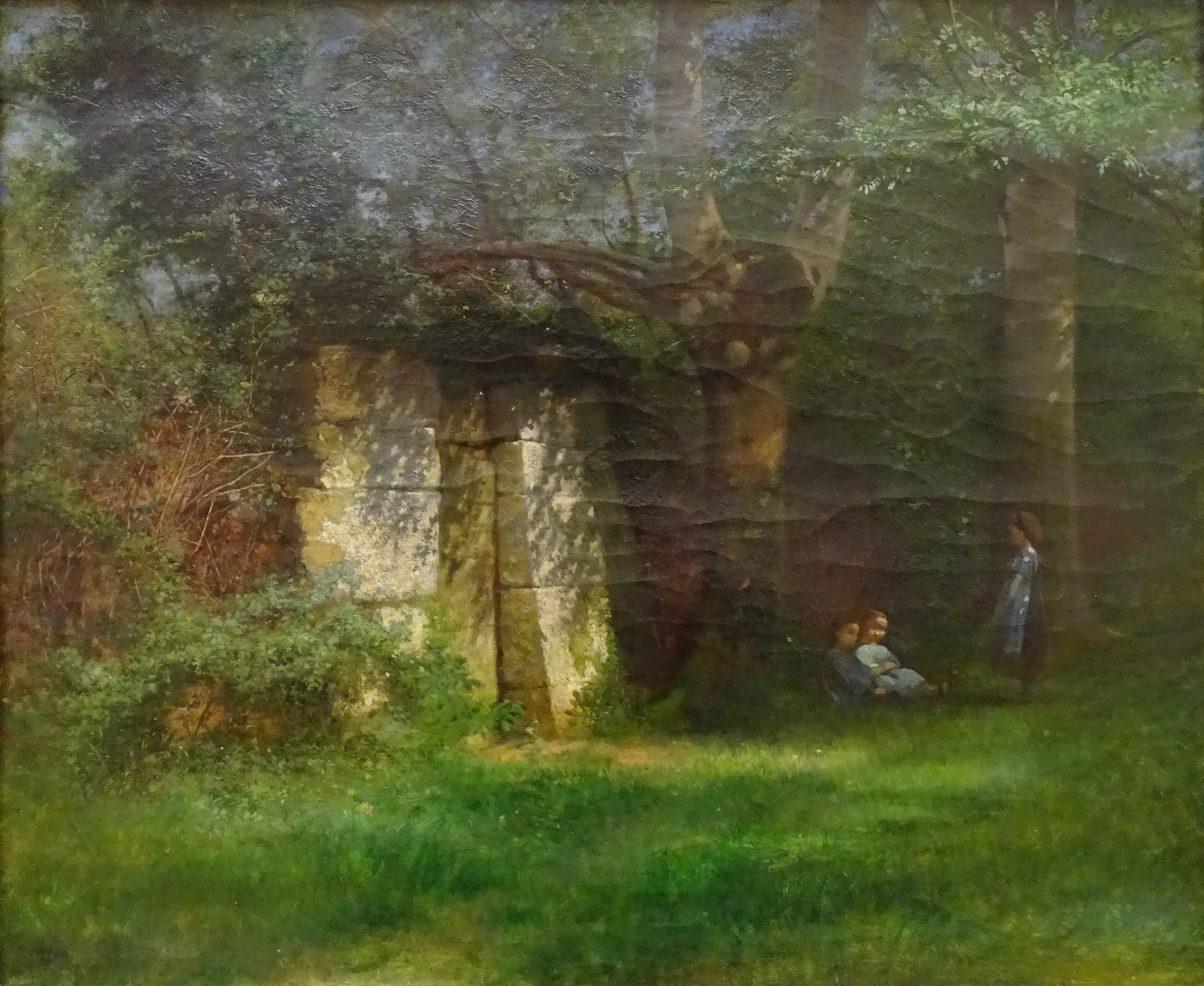
Vieille porte à Sassenage, Musée de Grenoble.

Issu d'une famille de commerçants grenoblois dont le père était confiseur, Diodore Rahoult montre des dispositions précoces pour la peinture. Après avoir été l'élève du peintre grenoblois Horace Mollard, il part à Paris pour être l'élève de Léon Cogniet en compagnie de son ami Henri Blanc-Fontaine. Après un séjour en Italie à Rome et Naples en 1845, il se réinstalle à Grenoble en 1847. Dès 1848, il expose au Salon de Grenoble, puis de Lyon. Il réalise en 1852 des décors peints dans la chapelle de la Vierge de l'église Saint-André de Grenoble et réalise la décoration d'un café de la place Grenette, dans cette même ville. Il expose La Rentrée de la Cour au Palais de Justice au Salon de Paris en 1868.
L'année suivante, il se consacre avec Henri Blanc-Fontaine à la commande municipale des peintures allégoriques du nouveau musée-bibliothèque de Grenoble. Il s'occupe particulièrement des allégories de la Poésie, l'Histoire et la Géométrie dans le vestibule et de celles de la Théologie, l'Astronomie, la Mécanique, la Législation, l'Histoire et la Philosophie dans la bibliothèque.
Il est emporté par une crise d'apoplexie à l'âge de 53 ans et repose au cimetière Saint-Roch de Grenoble.

## Œuvres

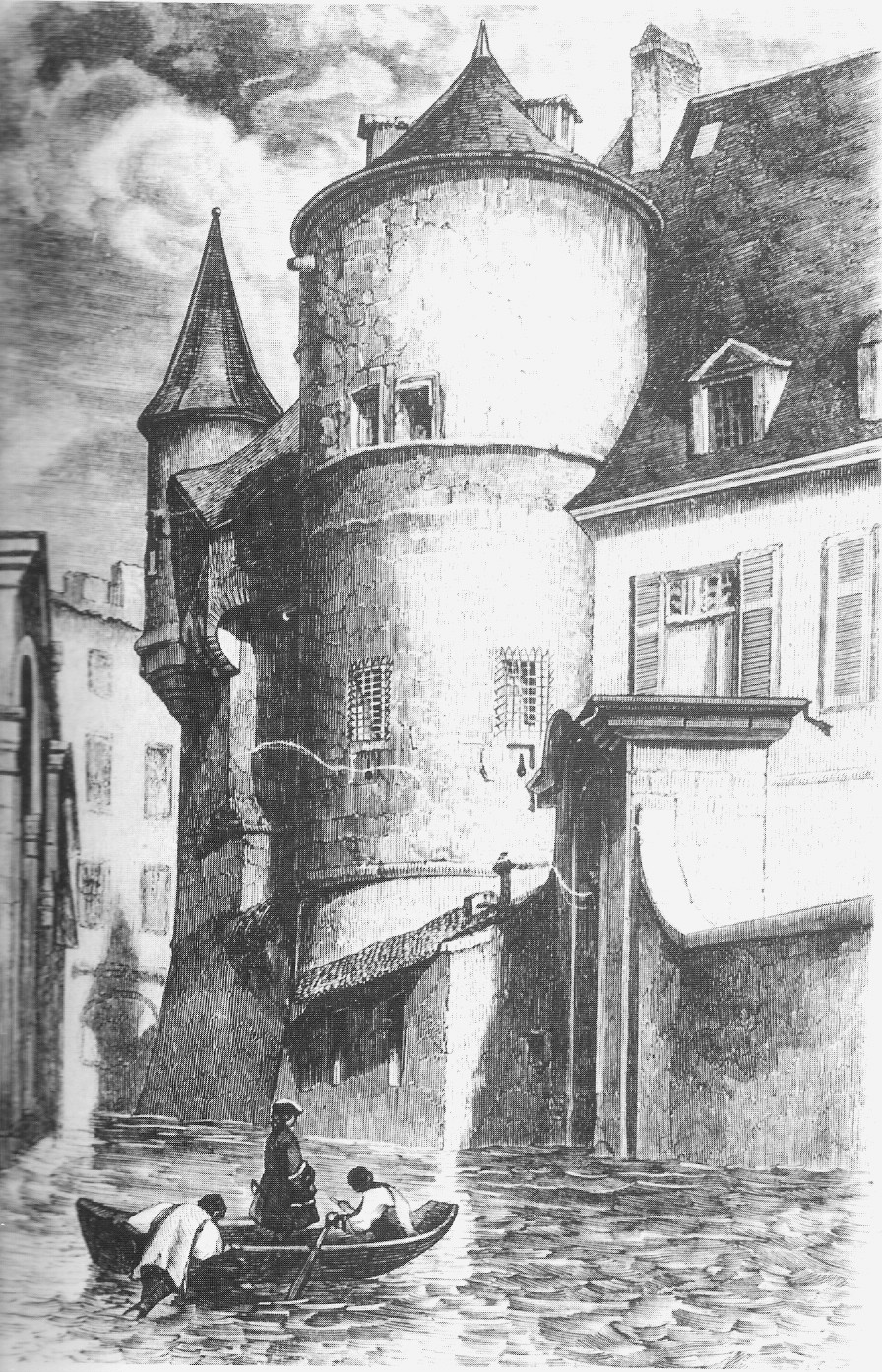
La grande inondation de Grenoble en 1733. Vue de la rue Hector-Berlioz et l'Hôtel de Lesdiguières à droite. Gravure de Diodore Rahoult en 1860.

C'est un peintre de genre et un paysagiste. Il fit partie du groupe de peintres se réunissant à Proveysieux et est parfois rattaché à l'école dauphinoise. Plusieurs de ses toiles sont exposées au musée de Grenoble.
Dans l'un de ses tableaux réalisé en 1863, Le procès fait à Auguste Casimir-Perier, Diodore Rahoult s'est représenté comme un membre du public. L'œuvre est exposée dans la salle de la manufacture au musée de la Révolution française. 
Ce fut aussi un lithographe et un illustrateur. Son œuvre majeure est l'illustration de contes en patois du poète François Blanc, Grenoblo Malhérou, retraçant notamment les inondations à Grenoble en 1733, devenus une précieuse documentation iconographique sur l'époque.

## Postérité
En 2013, le musée de l'Ancien Évêché et la bibliothèque municipale de Grenoble organisent conjointement une exposition de cinq mois sur Diodore Rahoult.

## Iconographie
- Gustave Ricard, Portrait de Diodore Rahoult, 1846, huile sur toile. Coll. musée de Grenoble (inv. MG IS 76-1).

## Expositions
- Diodore Rahoult. Paroles de palette, musée de l'Ancien Évêché, Grenoble, 2013-2014.

## Annexes

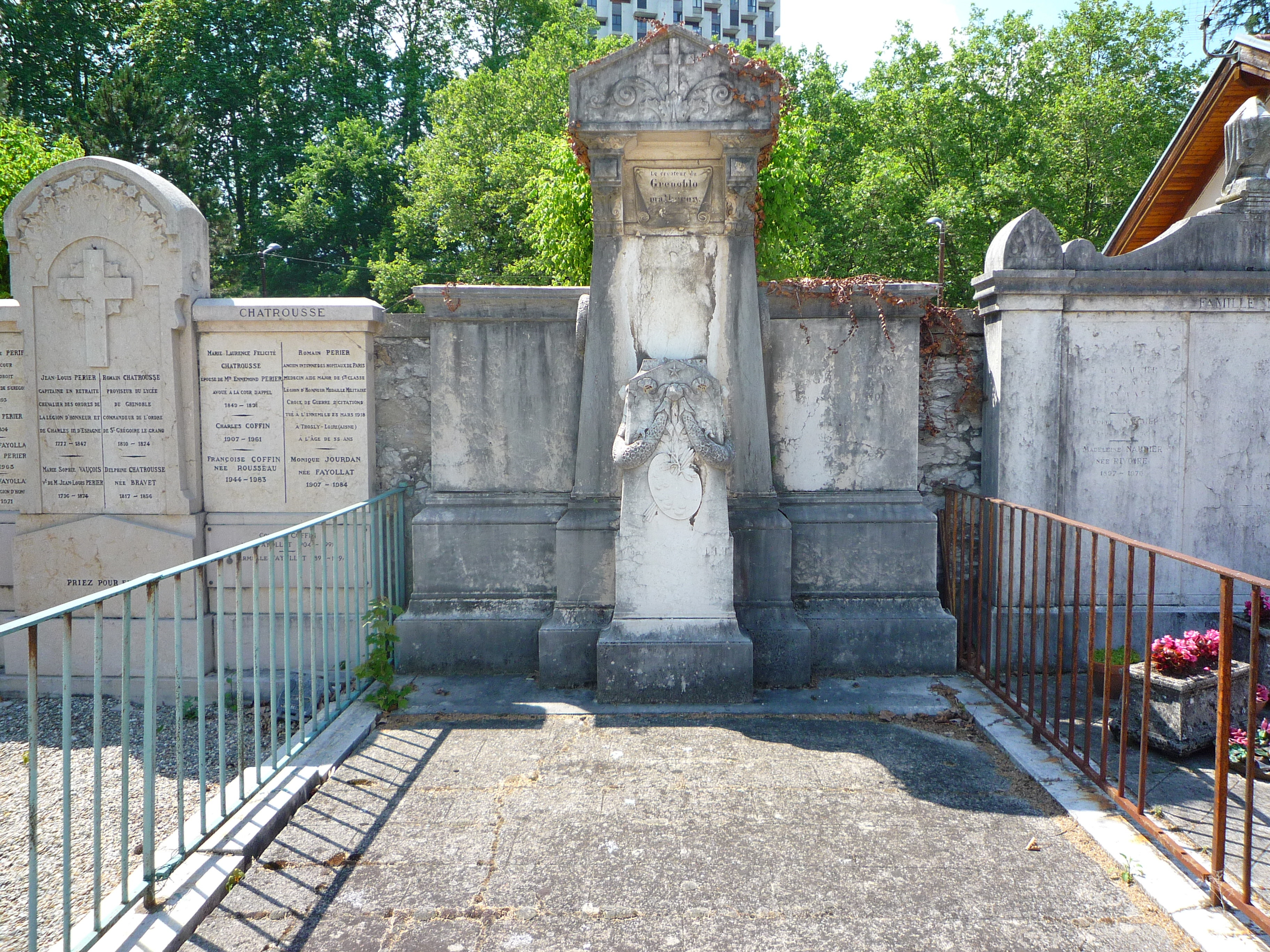
Sépulture de Diodore Raoult.